# Magnolia jardinensis
Espèce
Statut de conservation UICN

 CR C2a(i); D : 
En danger critique
Magnolia jardinensis est une espèce de plantes à fleurs de la famille des Magnoliacées. C'est un arbre endémique de Colombie.

## Description
C'est un arbre.

## Répartition et habitat
Cette espèce est endémique de Colombie. Elle pousse dans la forêt tropicale humide. Elle est fréquemment associée avec les genres Aniba, Ceroxylon, Calophyllun, Podocarpus et avec l'espèce Magnolia yarumalensis.